# Jorge Gómez
Jorge Gómez Palermo (nascido em 3 de maio de 1956) é um ex-ciclista olímpico cubano. Representou sua nação nos Jogos Olímpicos de Verão de 1976 na prova de contrarrelógio por equipes nos 100 km.